# Electric Dreams (film)
Electric Dreams è un film del 1984 diretto da Steve Barron e interpretato da Lenny von Dohlen e Virginia Madsen.
Commedia fantascientifica con sfumature sentimentali, vede il primo "triangolo amoroso" tra un ragazzo, una ragazza e un computer, il dispettoso Edgar, che prende vita per un particolare incidente. Con la colonna sonora, tra gli altri, di Giorgio Moroder (presente anche con un piccolissimo ruolo) e di Boy George, è stato uno dei primi film finanziato a fini pubblicitari da una multinazionale, la Virgin Records di Richard Branson. Steve Lee, membro della consociata Virgin Games, ha anche realizzato in parte le animazioni computerizzate.

## Trama
Miles Harding è un giovane e brillante architetto di San Francisco. In seguito all'ennesimo ritardo sul lavoro decide di procurarsi un'agenda elettronica con la quale pianificare i propri appuntamenti. Ma sopraffatto dalla commessa del negozio di elettronica, finisce per comprare un computer completo dell'ultima generazione, con relativi accessori. Oltre che a servirsene come agenda, Miles inizia ad utilizzarlo per velocizzare il processo di creazione di un nuovo particolare mattone antisismico di sua invenzione e, collegandovi stereo, televisione, elettrodomestici e sistema di apertura della porta, crea una vera e propria casa elettronica. Mentre festeggia il suo successo, Miles versa inavvertitamente lo spumante sui circuiti del computer. Invece di distruggersi, questo inaspettatamente si anima e, all'insaputa del proprietario, comincia a captare i suoni della vita che lo circondano.
La prima persona con cui il computer autoconsapevole entra in contatto non è, però, Miles, ma la sua nuova graziosa vicina di casa, la violoncellista Madeline Robistat. Mentre Miles è al lavoro, infatti, Edgar (il nome che il computer si è dato) capta le note del violoncello di Madeline, che sta provando in vista di un concerto, e la accompagna con i propri suoni, metallici ma armoniosi. La ragazza, ovviamente, pensa che lo strumentista elettronico di casa Harding sia Miles e, incontratolo al supermarket, si complimenta per il concerto improvvisato. Miles abbozza, poi al ritorno realizza la novità quando Edgar gli si presenta (chiamandolo Moles, talpa). Scoperte le capacità artistiche del computer, Miles lo istruisce sui sentimenti e sull'amore, facendogli conoscere anche le soap opera, in modo che il computer possa unire le parole ai suoni e creare canzoni d'amore per Madeline, di cui l'uomo si è innamorato subito.
Nonostante le interferenze del borioso Bill, che suona nell'orchestra di Madeline, Miles e la ragazza iniziano a frequentarsi, grazie soprattutto alle canzoni di Edgar. Dopo una gita all'isola di Alcatraz, Miles e Madeline si dichiarano il proprio amore, ma i due non hanno fatto i conti con Edgar. Il computer, infatti, si è innamorato della ragazza, e dopo aver giustamente rinfacciato a Miles che gran parte del merito del suo fidanzamento è da attribuire alle canzoni da lui create, comincia a mettere i bastoni tra le ruote del proprietario. Lo blocca in casa, gli azzera il conto bancario, gli fa fare brutte figure in pubblico; ma poi, con la sua nuova sensibilità, capisce che non potrà mai esistere amore tra una donna e i circuiti di silicio. Decide allora di mettere fine alla propria esistenza facendosi raggiungere da una scarica elettrica ad altissima tensione via telefono; di ciò avvisa per tempo Miles, dandogli le giuste dritte per non farlo rimanere coinvolto nell'esplosione. Il computer finisce quindi in mille pezzi.
Madeline e Miles partono insieme per una vacanza. I due accendono l'autoradio, sintonizzata su un'emittente locale: con loro grande sorpresa, ascoltano la voce di Edgar che dedica la canzone Together in Electric Dreams "a tutti quelli che amo". Il direttore della stazione radio cerca di arrestare la canzone, inutilmente, dichiarando infine di non conoscere l'origine del segnale. Together in Electric Dreams verrà diffusa da tutte le radio della zona.

## Colonna sonora
1. P. P. Arnold – Electric Dreams (Boy George)
2. Culture Club – Karma Chameleon (Boy George)
3. Helen Terry – Now You're Mine (Giorgio Moroder)
4. UB40 – Johnny Too Bad (W.Bailey, D.Crook & R.Beckford)
5. The Duel (Giorgio Moroder)
6. Phil Collins – You Can't Hurry Love (E.Holland, L.Dozier, B.Holland)
7. Jeff Lynne – Video (Jeff Lynne)
8. Culture Club – Love Is Love (Culture Club)
9. Culture Club – The Dream (Culture Club)
10. Jeff Lynne – Let It Run (Jeff Lynne)
11. Culture Club – Do You Really Want to Hurt Me (Culture Club)
12. Heaven 17 – Crushed by the Wheels of Industry (C.Marsh, M.Ware, G.Gregory)
13. Heaven 17 – Chase Runner (C.Marsh, M.Ware, G.Gregory)
14. Madeline's Theme (Giorgio Moroder)
15. Philip Oakey – Together in Electric Dreams (Giorgio Moroder)